# Punta Plana
La punta Plana és el cap que tanca per l'extrem occidental la badia de sa Ràpita o de Migjorn, a la costa sud de Mallorca. El cap està situat dins el terme de Llucmajor, a l'emblemàtica possessió de s'Estelella.
El cap és pla i baix, rocallós i amb alguns esculls o seques just a davant que hi fan perillosa la navegació si no es coneix la zona. De fet, en els darrers anys hi ha hagut alguns petits accidents. Al cap, però, hi ha un far automàtic instal·lat des de fa uns quaranta anys. El far és de torre cilíndrica amb franges horitzontals negres, i té de codi E-0315.8. La seva llum és blanca, amb un abast de tan sols 7 milles, i una seqüència de 4 ràfegues en intervals de 7 segons.
El seu accés és complicat, només s'hi pot accedir a peu des de terra, bordejant la costa des del proper nucli de s'Estanyol de Migjorn. A prop de la punta hi ha una petita platja amb arena, però amb fons de roca coneguda com es Racó de s'Arena. Més a prop de la punta hi ha una petita raconada molt resguardada dels temporals de ponent, freqüents a l'hivern, on hi ha alguns escars i s'hi deixen barques. Gairebé a sobre d'aquesta raconada hi ha el xalet dels senyors de s'Estelella, conegut com a Xalet de Can Jaqueta. El conjunt és d'un elevat valor paisatgístic (s'hi han rodat algunes pel·lícules), i un dels més poc concorreguts de l'Illa.